# Mykines

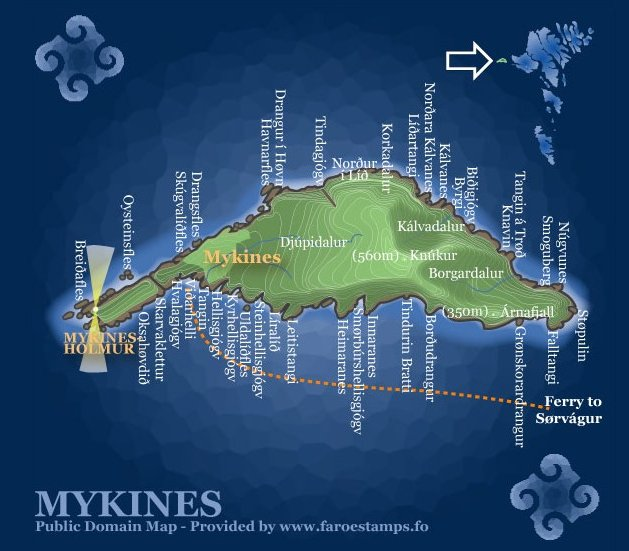
Mykines

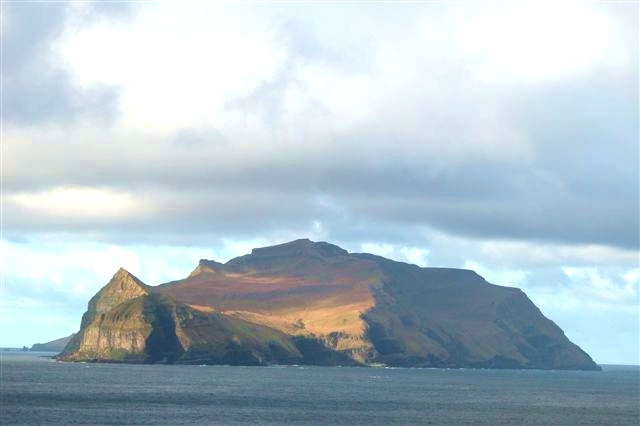
Mykines vista de oriente, a partir de Sørvágur, em Outubro

Mykines (Dinamarquês: Myggenæs) é a ilha mais ocidental do arquipélago das Ilhas Faroés.
Possui uma área de 10 km² e 11 habitantes. A sua densidade populacional é de 1,1 habitantes/km².
Pensa-se que o nome Mykines seja de origem pré-nórdica, derivando de muc-innis, uma designação celta significando ilha dos porcos. 
Um dos mais famosos pintores faroeses, Sámal Joensen-Mikines, nasceu nesta ilha em 1906. 

## Povoamento
Em Mykines existe apenas uma povoação: Mykinesbygden. Até ao fim de 2004, a ilha constituía uma comuna autónoma. A partir dessa altura,  passou a pertencer à comuna de Sørvágur.
| Ano  | Habitantes |
| ---- | ---------- |
| 1769 | 61         |
| 1870 | 114        |
| 1890 | 154        |
| 1925 | 179        |
| 1940 | 170        |
| 2004 | 19         |
| 2006 | 20         |
| 2018 | 10         |

Até ao fim da primeira metade do século XX, Mykines era uma das maiores comunas do arquipélago. Porém, devido ao seu isolamento, a sua população diminiu drasticamente. No Verão, muitos dos seus antigos habitantes e descendentes voltam à ilha.

## Geografia e turismo

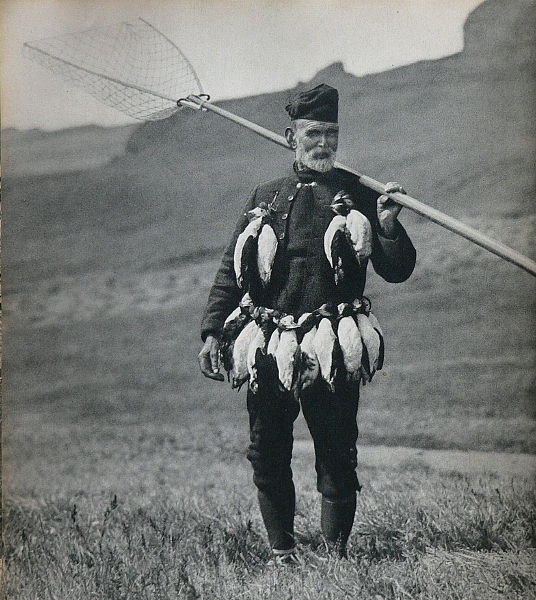
Hans Pauli Hansen durante a caça de pássaros em Mykines, nas Ilhas Faroé.

Mykines situa-se a ocidente da ilha de Vágar. Na ilha, existe uma ponte pedonal para Mykineshólmur, um ilhéu que constitui o ponto mais ocidental do arquipélago.
Tal como Suðuroy, a ilha possui uma das mais antigas rochas de basalto do arquipélago, com uma espessura entre 20 a 50 metros. 
A parte oriental da ilha possui dois grandes vales: Borgardalur e Kálvadalur. A norte, encontra-se um vale chamado Korkadalur, onde é possível observar um local composto de basalto chamado steinskógurin (significando o bosque das pedras). Os vales encontram-se entre montanhas, sendo Knúkur a maior destas, com 560 metros de altitude. A partir desta parte alta da ilha, a paisagem da ilha desce lentamente para oeste, onde se encontra a povoação de Mykines.
Não existem carros na ilha. A sul da povoação, é possível acampar, perto de um riacho. No Verão, há ligações regulares de barco a partir de Sørvágur, mas existem durante todo o ano ligações por helicóptero da Atlantic Airways com o aeroporto de Vágar.

## Aves

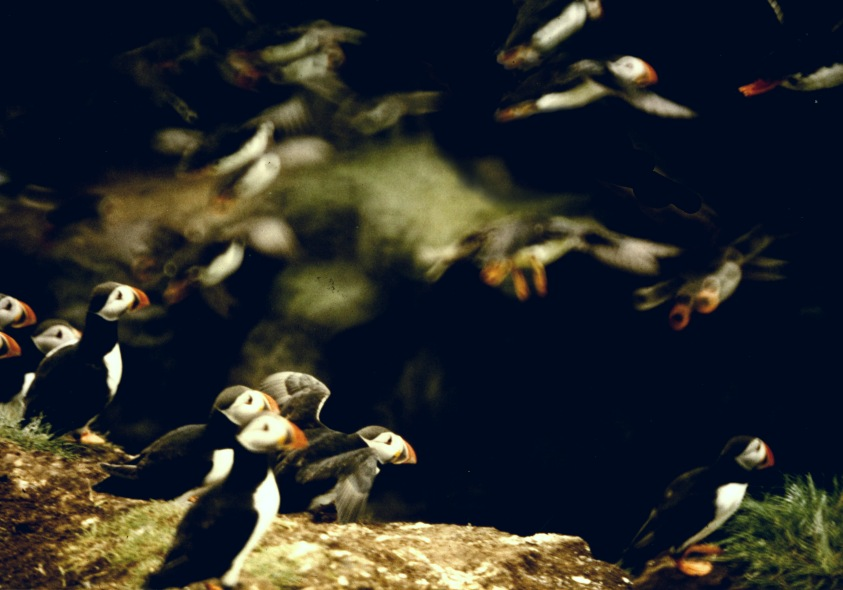
Papagaios-do-mar em Mykines

Mykines é conhecida por ornitólogos de todo o mundo pela sua rica variedade de aves. É habitada, entre outros, por um número elevado de papagaios-do-mar. Existem muitas outras aves no ilhéu de Mykineshólmur. É também visitada por aves migratórias.